# Curral Velho
Curral Velho là một đô thị thuộc bang Paraíba, Brasil. Đô thị này có diện tích 180,585 km², dân số năm 2007 là 2574 người, mật độ 14,3 người/km².